# Wohn- und Wirtschaftsgebäude Lindenstraße 9
Das Wohn- und Wirtschaftsgebäude Lindenstraße 9 in der niedersächsischen Gemeinde Horstedt, Ortsteil Winkeldorf, wurde im 19. Jahrhundert gebaut. Aktuell (2025) wird es zum Wohnen genutzt.
Das Gebäude steht unter Denkmalschutz (siehe auch Liste der Baudenkmale in Horstedt (Niedersachsen)).

## Geschichte und Beschreibung
Winkeldorf gehört zur heutigen Samtgemeinde Sottrum im Landkreis Rotenburg (Wümme).
Das eingeschossige traufständige Gebäude als Zweiständer-Hallenhaus in Fachwerk mit gestalteten Steinausfachungen, ziegelgedecktem Krüppelwalmdach, Uhlenloch und Grooter Door mit Rundbogen, wurde in der ersten Hälfte des 19. Jahrhunderts gebaut.
Das Landesdenkmalamt befand u. a.: „… ein regionstypisches Hallenhaus der ersten Hälfte des 18. Jahrhunderts in Zweiständerkonstruktion ….“